# Yasunori Imamura
 (novembre 2021).
Pour les articles homonymes, voir Imamura.
Yasunori Imamura, né le 19 octobre 1953  à Sakai, Osaka est un luthiste franco-japonais.

## Biographie
Il a étudié Schola Cantorum de Bâle avec des professeurs comme Eugen M. Dombois, Hopkinson Smith en luth et Ton Koopman, Johann Sonnleitner en interprétation et basse continue. Il fut diplômé en tant que soliste par cet institut en 1981.
Imamura apparait sur plus de 150 CD où il est soit soliste, soit membre d'un ensemble et l'orchestre (Les Musiciens du Louvre, Le Parlement de Musique, La Stagione Frankfurt, Il Complesso Barocco, Camerata Köln et l’Ensemble Gradiva). Il a collaboré en tant que continuiste avec des artistes comme Cecilia Bartoli, Teresa Berganza, Gérard Lesne, Joyce DiDonato, Nuria Rial, Marc Minkowski, Martin Gester, Michael Schneider, Jos van Immerseel, Maurice Steger, Masaaki Suzuki, Paul Goodwin et Alan Curtis. Il a notamment enregistré en solo les œuvres complètes pour luth de Jean Sébastien Bach (deux versions : chez Naxos en 2018 et chez Etcetera en 1991), des sonates pour luth de Silvius Leopold Weiss (3 CDs chez Capriccio et chez Claves), les complètes Fantasies de Simone Molinaro (chez Deutsche Harmonia Mundi) ainsi que des œuvres de viheula de mano (chez Querstand) et Robert de Visée (chez Capriccio). En 1997, Yasunori Imamura a fondé l'ensemble “Fons Musicae”, se produisant à travers l'Europe et l'Extrême-Orient. A ce jour, ils ont réalisé six enregistrements de la musique de M. Lambert, G. Bononcini, A. Steffani, A. Caldara, F. Gasparini et B. Strozzi.
Yasunori Imamura est professeur au conservatoire à rayonnement régional de Strasbourg, ainsi qu'à l'École supérieure de musique et d'art dramatique de Francfort-sur-le-Main (de), et donne régulièrement des masterclasses en Europe et en Asie orientale.

## Récompenses
- le classica par le magazine Classica (juillet - août 1998)
- Star of the Month Prize par le Fono Forum Magazine (mars 2002)
- Diapason d'Or par le magazine Diapason (magazine) (juillet - août 2006)
- Joker de Crescendo par le magazine Belge, Crescendo (septembre - octobre 2008)
- Cultural achievement award par le canton de Soleure en suisse (2010)